# Cantó d'Ivry-sur-Seine
El cantó d'Ivry-sur-Seine és un cantó francès del departament de la Val-de-Marne, al districte de Créteil. Creat amb la reorganització cantonal del 2015.

## Municipis
- Ivry-sur-Seine